# Artemis Fowl (film)
 For alternative betydninger, se Artemis Fowl. (Se også artikler, som begynder med Artemis Fowl)
Artemis Fowl er en amerikansk science fantasy eventyrfilm fra 2020 baseret på romanen af samme navn fra 2001 af den irske forfatter Eoin Colfer. Den er instrueret af Kenneth Branagh, med et manuskript skrevet af Conor McPherson og Hamish McColl, mens de medvirkende er Ferdia Shaw, Lara McDonnell, Josh Gad, Tamara Smart, Nonso Anozie, Colin Farrell og Judi Dench. Den omhandler det 12-årige irske geni Artemis Fowl II og hans trofaste tjener, samt Smulder Muldwerfer og feen Holly Short, der forsøger at redde hans far, Artemis Fowl I, der er blevet kidnappet af en anden fe i forsøg på at få det tilbage, som Fowl-familien har stjålet.
Allerede i 2001 havde Miramax planer om at lancere serien, men filmen endte i development hell og var igennem adskillige manuskriptforfattere og instruktører indtil Walt Disney Pictures genoplivede projektet i 2013. Branagh blev ansat i 2015 og optagelserne begyndte i 2018.
Artemis Fowls oprindelige premiere blev forsinket fra 2019 til 2020, og blev herefter aflyst grundet coronaviruspandemien. Filmen fik i stedet digital verdenspræmiere på streamingtjenesten Disney+ den 12. juni 2020. Filmen modtog negative anmeldelser af kritikerne, der særligt kritiserede filmens plot, dialog, karakterne, de visuelle effekter og de ændringer der var blevet lavet fra bøgerne.